# Джон Генкен
Джон Генкен (англ. John Hencken, 29 травня 1954) — американський плавець.
Олімпійський чемпіон 1972, 1976 років.
Чемпіон світу з водних видів спорту 1973 року.